# Malco di Filadelfia
Malco (latino: Malchus; greco: Μάλχος, Málkhos; fl. V secolo) è stato uno storico bizantino, autore di una storia.

## Biografia
La Suda riferisce che Malco fu autore di una storia in sette libri, che andava da Costantino I ad Anastasio I (491); Fozio, invece, dà conto di un'opera, che lui chiama Βυζαντιακά, che tratta del periodo dalla morte di Leone I (473/474) a quella di Giulio Nepote (480). A parte alcuni frammenti, contenuti negli Excerpta de Legationibus di Costantino VII Porfirogenito e in Suda, il lavoro di Malco è andato perso.